# 科尼什弗拉特 (新罕布什爾州)
科尼什弗拉特（英語：Cornish Flat）是位於美國新罕布什爾州沙利文縣的非建制地區。

## 歷史
科尼什弗拉特的郵局自1826年營運至今。

## 地理
科尼什弗拉特所處的海拔為高於海平面255米（即837英呎），而該地所採用的時區為UTC-5，即北美东部时区（EST）。同時該地設有夏令時間，為UTC-5調快一小時，即UTC-4（EDT）。